# Carl Wilhelm Oseen
Carl Wilhelm Oseen est un physicien de l'université d'Uppsala, directeur de l'institut Nobel de physique théorique à Stockholm.

## Biographie
Oseen est né à Lund où il fait ses études à l'université jusqu'à son diplôme en 1900. Il devient ensuite docteur de l'université d'Uppsala où il est par la suite professeur de mathématiques et de mécanique.
Il a obtenu des résultats fondamentaux sur l'élasticité des cristaux liquides et est l'auteur des équations de Stokes-Oseen décrivant les fluides visqueux à bas nombre de Reynolds. Il a également donné son nom au tenseur des contraintes d'un fluide, au tourbillon de Lamb-Oseen, solution analytique des équations d'un fluide visqueux et à l'équation de Basset–Boussinesq–Oseen décrivant le mouvement d'une particule se déplaçant dans un écoulement instationnaire à bas nombre de Reynolds. Il a publié des travaux fondamentaux sur la résolution des équations de Navier-Stokes. Son nom est également associé au théorème d'extinction d'Ewald–Oseen pour la réfraction du rayonnement.
Oseen a été élu à l'Académie royale des sciences de Suède en 1921.

## Ouvrage
- (de) C. W. Oseen, Neuere Methoden und Ergebnisse in der Hydrodynamik, Berlin, Akademie Verlag, 1927